# لاله افتخاری
لاله افتخاری (متولد ۱۳۳۸ در شاهرود) از اعضای جبهه پیروان خط امام و رهبری است. او نماینده مردم تهران در دوره‌های هفتم، هشتم و نهم مجلس شورای اسلامی بود. وی دارای دکترای علوم قرآنی  از دانشگاه تهران است وی فرزند محمدحسین افتخاری (شهید در عملیات کربلای ۴ سال ۱۳۶۵) و همسر محمدعلی عامریان (شهید در عملیات کربلای ۴ سال ۱۳۶۵) است. او مانند سایر افراد در فهرست اصولگرایان موفق به اخذ آرای کافی مردم تهران در انتخابات مجلس دهم نشد.
از لاله افتخاری آثاری همچون کتاب‌های قرآنی سوره نور، زنان (سوره نساء)، زنان آزموده (سوره ممتحنه و احزاب)، کتاب نقد و بررسی روایات تفسیری باقرین (ع)، ترجمه کتاب "لیتنی کنت اعلم " بنت الهدی صدر و ۴۰ اثر پژوهشی در زمینه‌های قرآنی، دینی، تاریخی، رجال و حدیث، وحدت مذاهب اسلامی، زنان و خانواده منتشر شده است. مطالعه و تحقیقات وی در موضوعات حقوق زنان، الگوی زن مسلمان و علوم قرآنی در سمینارها و میزگردهای تلویزیونی از شبکه‌های داخلی و برون مرزی مطرح شده‌است.
وی در حال حاضر عضو هیئت علمی و استادیار دانشگاه، داور مسابقات قرآنی و پژوهشی، عضو گروه مبلغان زباندان امور بین‌المللی سازمان حج و زیارت، عضو جمعیت زنان انقلاب اسلامی و عضو دائم مرکز دانش پژوهان شاهد است. او همچنین، به عنوان زن نمونه از سوی مؤسسه فرهنگی شجره طوبی لوح افتخار دریافت کرده ‌است.
وی عضو هیئت رئیسه کمیسیون فرهنگی و کمیسیون آموزش و تحقیقات مجلس شورای اسلامی بوده است. لاله افتخاری نماینده در پیگیری حقوق و آزادی های اجتماعی ریاست جمهوری در دوره سید ابراهیم رئیسی بوده است. 
لاله افتخاری چهارشنبه ۱۱ آذر ۱۳۹۴ نامه‌ای سرگشاده به همسر اردوغان نوشت. لاله افتخاری در این نامه نوشته است: «خواهرم! من و شما هر دو مادریم و این سکوت و بی‌تفاوتی از مادر بعید است.» افتخاری در قسمتی دیگر از نامه خود افزود: «آنگاه که عکس یادگاری فرزندتان به همراه سرکردگان داعش و سکوت جنابعالی را دیدم شگفت‌زده شدم.»